# Merrick (powieść)
Merrick – siódmy tom cyklu Kroniki wampirów amerykańskiej pisarki Anne Rice. 
Ta część przedstawia losy Davida Talbota, dawnego członka stowarzyszenia Talamaski, który poszukuje czarownicy Merrick, specjalizującej się w lalkach Voodoo. David wyrusza na wyprawę m.in. by pomóc Louisowi, który chce odnaleźć wytłumaczenie nawiedzających go zjaw Claudii. Jednocześnie wspomina czasy, gdy pracował jeszcze na rzecz Talamaski, swoje wyprawy i napotkane przypadki opętania. 
Merrick zgadza się pomóc Louisowi, jednocześnie rzucając na niego klątwę.
Pierwsze wydanie miało miejsce w 2000 roku, a polskie - w roku 2003.

## Bohaterowie
- Merrick Mayfair – tytułowa bohaterka, czarownica, w przeszłości kochanka Davida, obecnie zgadza się przywołać ducha Claudii, by móc rzucić urok na Louisa i samemu zostać wampirzycą.
- David Talbot – dawniej generał Talamaski i kochanek Merrick, dziś wampir w ciele młodzieńca, który prosi Merrick o przywołanie ducha dla Louisa. Jest on narratorem powieści.
- Louis de Pointe du Lac – przyjaciel Davida, z którym mieszka w jednym mieszkaniu. Rozpacza nad losem Claudii, a w finale próbuje popełnić samobójstwo.
- Claudia – w powieści pojawia się jedynie jako zły duch wywołany przez Merrick na prośbę Davida i Louisa.
- Lestat de Lioncourt – przez większą część powieści leży w kaplicy w stanie głębokiego snu, na koniec budzi się by ratować Louisa.
- Aaron – pojawia się jedynie we wspomnieniach Davida, był jego dawnym przyjacielem i członkiem Talamaski.
- Wielka Nannane – babka Merrick, w powieści pojawia się głównie we wspomnieniach Davida oraz jako zjawa chcąca chronić wnuczkę.
- Honey w blasku słońca – siostra Merrick, w powieści pojawia się głównie we wspomnieniach Davida oraz jako zły duch nawiedzający Merrick.
- Zimna Sandra – matka Merrick, pojawia się jedynie we wspomnieniach Davida.
- Wuj Vernain – wuj Merrick, nawiedzał ją w snach, by zmusić ją do powrotu do jaskini w dżungli po ukryte tam skarby.
- Matthew – ojczym Merrick, pojawia się jedynie we wspomnieniach Davida, ginie zarażony chorobą w poszukiwaniu skarbów w dżungli.